# Supriya Sule
Supriya Sule (nata Pawar) (nascuda el 30 de juny de 1969) és una política índia del Partit del Congrés Nacionalista i actualment diputada al Parlament (diputat) al 17è Lok Sabha que representa Baramati.
El 2011, va llançar una campanya estatal contra el feticidi femení. Recentment, ha estat guardonada amb el premi Mumbai Women of the Décade Achievers Award per ALL Ladies League per la seva destacada contribució al servei social.

## Vida primerenca
Nascuda a Sharad i Pratibhatai Sharadchandra Pawar el 30 de juny de 1969 a Poona (actual Pune). Es va educar al Jai Hind College de Mumbai, guanyant un B.Sc. llicenciat en Microbiologia. Es va casar amb Sadanand Bhalchandra Sule el 4 de març de 1991. És la mare de Vijay (fill) i de Revati (filla). Els seus fills assisteixen a la catedral i a l'escola John Connon de Bombai.
Després que matrimoni va gastar algun temps dins Califòrnia, on va estudiar contaminació d'aigua a Berkeley d'UC. Subsegüentment, va moure a Indonèsia i Singapur i llavors retornat a Mumbai.
Sule va ser elegit al Rajya Sabha al setembre 2006 intake de Maharashtra i és un trustee del Nehru Centre en Bombay.
Va dirigir la campanya de nivell estatal contra femella foeticide. La campanya va incloure padayatras, esdeveniments universitaris, competències etc.
Dins 2012, sota el lideratge de Supriya Sule l'ala va anomenar Rashtravadi Yuvati el congrés és format per donar plataforma a noies joves en polítiques. Per passat diversos mesos els diversos ral·lis ha estat organitzats per tot arreu Maharashtra que van enfocar en avortament de fetus femella, sistema de dot i dones empowerment en general.

## Al·legacions d'IPL
Dins abril 2010, Sule va negar al·legacions d'enllaços financers entre el seu familiar i IPL (el cos de lliga de criquet més gran d'Índia), quan informes en irregularitats d'IPL en la seva propietat i funcionant emergit i va dirigir el ministre d'India d'Estatal per Afers Externs per dimitir. Tanmateix, hi hi havia informes que el seu marit posseït (via un Poder d'Advocat del seu pare) 10% d'una empresa que va tenir exclusiu multi l'any que retransmet partits d'IPL dels drets.
Dins juny 2010, Temps Econòmics, el diari empresarial més gran d'Índia, va informar que Sharad Pawar i Supriya Sule va posseir 16.22 per cent d'una empresa que hi havia licitat pel Pune franquícia d'IPL. Anteriorment hi hagi declarat, "dic amb condemna plena que el meu marit o la meva família té res per fer amb aquests assumptes (les ofertes d'IPL) ... Nosaltres sempre milles d'estada lluny d'ell. Sí, som criquet àvid watchers, el meu marit, els meus nens, la meva família, tot, i allò és on el buck aturades." Quan desafiat en aquest, va dir que sigui només un accionista minoritari i no pot ser responsable per les accions de l'empresa.